# Bahnstrecke Trutnov–Svoboda nad Úpou
| Kursbuchstrecke (SŽ): | 032                  |                                              |                                        |
| Streckenlänge: | 10,030 km            |                                              |                                        |
| Spurweite: | 1435 mm (Normalspur) |                                              |                                        |
| Streckengeschwindigkeit: | 60 km/h              |                                              |                                        |
| |                      |                                              |                                        |
| \| \| \| von Trutnov-Poříčí (vorm. ÖNWB) \| \| \| \| 0,000 \| Trutnov hlavní nadraží früher Trautenau \| 415 m \| \| \| \| Úpa \| \| \| \| \| nach Chlumec nad Cidlinou (vorm. ÖNWB) \| \| \| \| 2,650 \| Trutnov-Zelená Louka \| 430 m \| \| \| 3,890 \| Trutnov-Staré město früher Ober Altstadt \| 444 m \| \| \| \| Úpa \| \| \| \| 5,520 \| Kalná Voda früher Trübenwasser \| 455 m \| \| \| 7,637 \| Mladé Buky früher Jungbuch \| 480 m \| \| \| 10,030 \| Svoboda nad Úpou früher Freiheit-Johannisbad \| 512 m \| \| \| 10,258 \| (Streckenende) \| (Streckenende) \| \| \| \| \| \| \| Quellen: [1][2][3] \| \| \| \| |                      |                                              |                                        |
| Strecke |                      | von Trutnov-Poříčí (vorm. ÖNWB)              | von Trutnov-Poříčí (vorm. ÖNWB)        |
| Bahnhof | 0,000                | Trutnov hlavní nadraží früher Trautenau      | 415 m                                  |
| Brücke über Wasserlauf |                      | Úpa                                          | Úpa                                    |
| Abzweig geradeaus und nach links |                      | nach Chlumec nad Cidlinou (vorm. ÖNWB)       | nach Chlumec nad Cidlinou (vorm. ÖNWB) |
| Haltepunkt / Haltestelle | 2,650                | Trutnov-Zelená Louka                         | 430 m                                  |
| Haltepunkt / Haltestelle | 3,890                | Trutnov-Staré město früher Ober Altstadt     | 444 m                                  |
| Brücke über Wasserlauf |                      | Úpa                                          | Úpa                                    |
| Bahnhof | 5,520                | Kalná Voda früher Trübenwasser               | 455 m                                  |
| Haltepunkt / Haltestelle | 7,637                | Mladé Buky früher Jungbuch                   | 480 m                                  |
| Bahnhof | 10,030               | Svoboda nad Úpou früher Freiheit-Johannisbad | 512 m                                  |
| | 10,258               | (Streckenende)                               | (Streckenende)                         |
| |                      |                                              |                                        |
| Quellen: |                      |                                              |                                        |

Die Bahnstrecke Trutnov–Svoboda nad Úpou ist eine regionale Eisenbahnverbindung in Tschechien, die ursprünglich von der k.k. priv. Österreichischen Nordwestbahn (ÖNWB) als Teil ihres staatlich garantierten Stammnetzes errichtet und betrieben wurde. Sie zweigt in Trutnov (Trautenau) von der Bahnstrecke Velký Osek–Trutnov ab und führt im Tal der Úpa (Aupa) nach Svoboda nad Úpou (Freiheit) im Riesengebirge.
Nach einem Erlass der tschechischen Regierung ist die Strecke seit dem 20. Dezember 1995 als regionale Bahn („regionální dráha“) klassifiziert.

## Geschichte
Eröffnet wurde die Strecke am 17. Dezember 1871.
Nach der Verstaatlichung der ÖNWB im Jahr 1909 ging die Strecke rückwirkend zum 1. Jänner 1908 an die k.k. Staatsbahnen (kkStB) über. Im Jahr 1912 wies der Fahrplan der Strecke insgesamt zehn Personenzugpaare 1. bis 3. Klasse aus. Sie benötigten für die zehn Kilometer lange Strecke etwa eine halbe Stunde.
Nach dem Zerfall Österreich-Ungarns im Oktober 1918 kam die Strecke zu den neu gegründeten Tschechoslowakischen Staatsbahnen (ČSD).

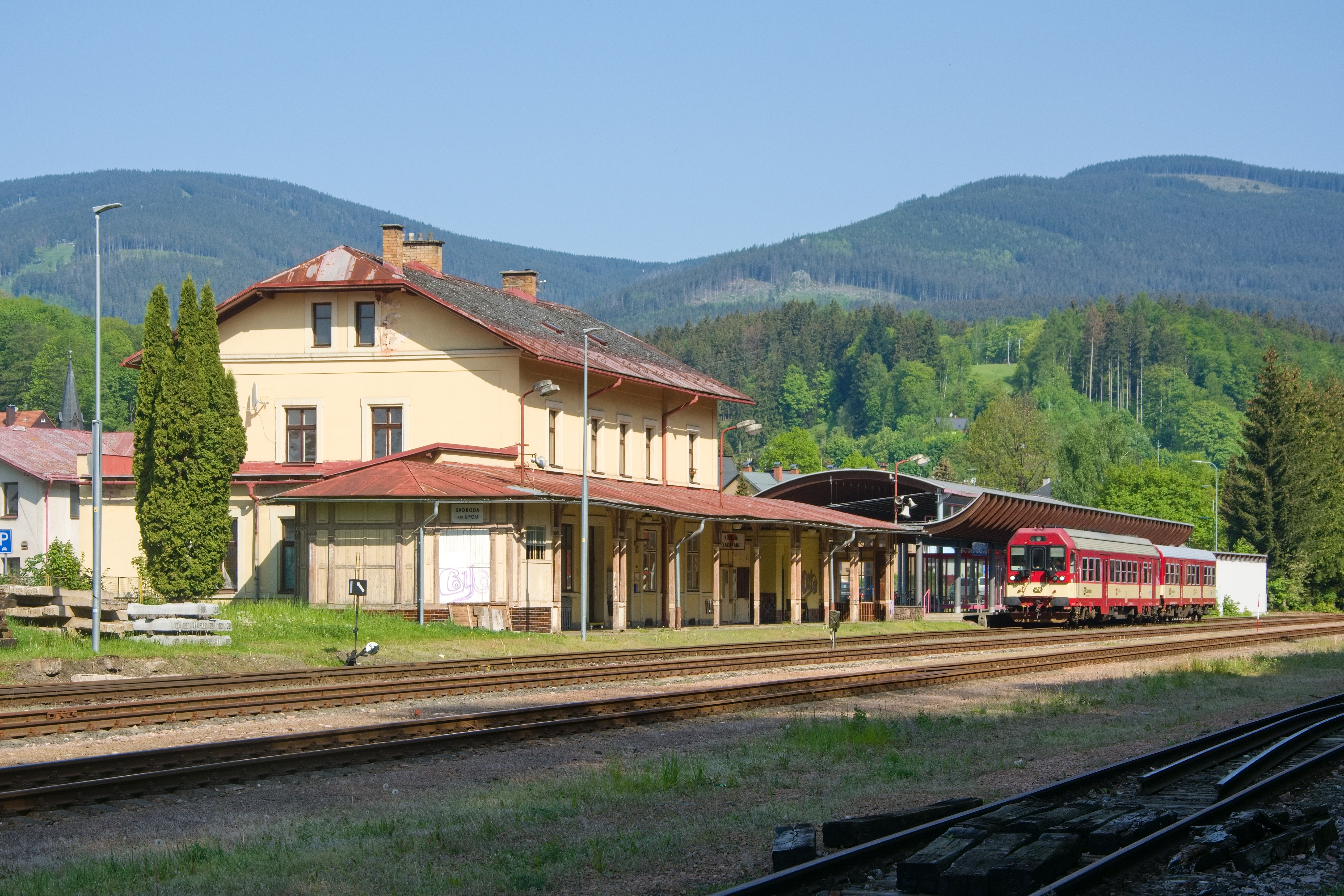
Bahnhof Svoboda nad Úpou (2023)

Nach der Angliederung des Sudetenlandes an Deutschland im Herbst 1938 kam die Strecke zur Deutschen Reichsbahn, Reichsbahndirektion Breslau. Im Reichskursbuch war die Verbindung nun als Kursbuchstrecke 155f Ruhbank und Merzdorf (Rsgb)–Landeshut–Königshan(–Schatzlar)–Trautenau(–Freiheit-Johannisbad)–Pelsdorf(–Märzdorf [Böhmen])–Hohenelbe enthalten. Nach dem Ende des Zweiten Weltkriegs kam die Strecke wieder zur ČSD.
Zwischen dem 12. Dezember 1997 und dem 11. Dezember 2021 wurde die Strecke vom Eisenbahnverkehrsunternehmen Viamont, heute GW Train Regio, betrieben. Der Fahrplan 2008 sah insgesamt 17 tägliche Reisezugpaare vor, die in einem angenäherten Einstundentakt verkehren. Güterzüge verkehrten nur noch für einen Kohle- und Schrotthandel in Kalná Voda. 
Nach einer Neuausschreibung der Verkehrsleistungen wird der SPNV seit dem 11. Dezember 2021 wieder von den České dráhy (ČD) erbracht. Seitdem sind zweistündlich die Eilzüge der Relation Hradec Králové–Trutnov von und nach Svoboda nad Úpou durchgebunden.
Im April 2025 kündigte die staatliche Infastrukturverwaltung Správa železnic den 1998 mit Viamont geschlossenen Pachtvertrag mit Wirkung ab 1. Juli 2026.

## Streckenbeschreibung

### Verlauf

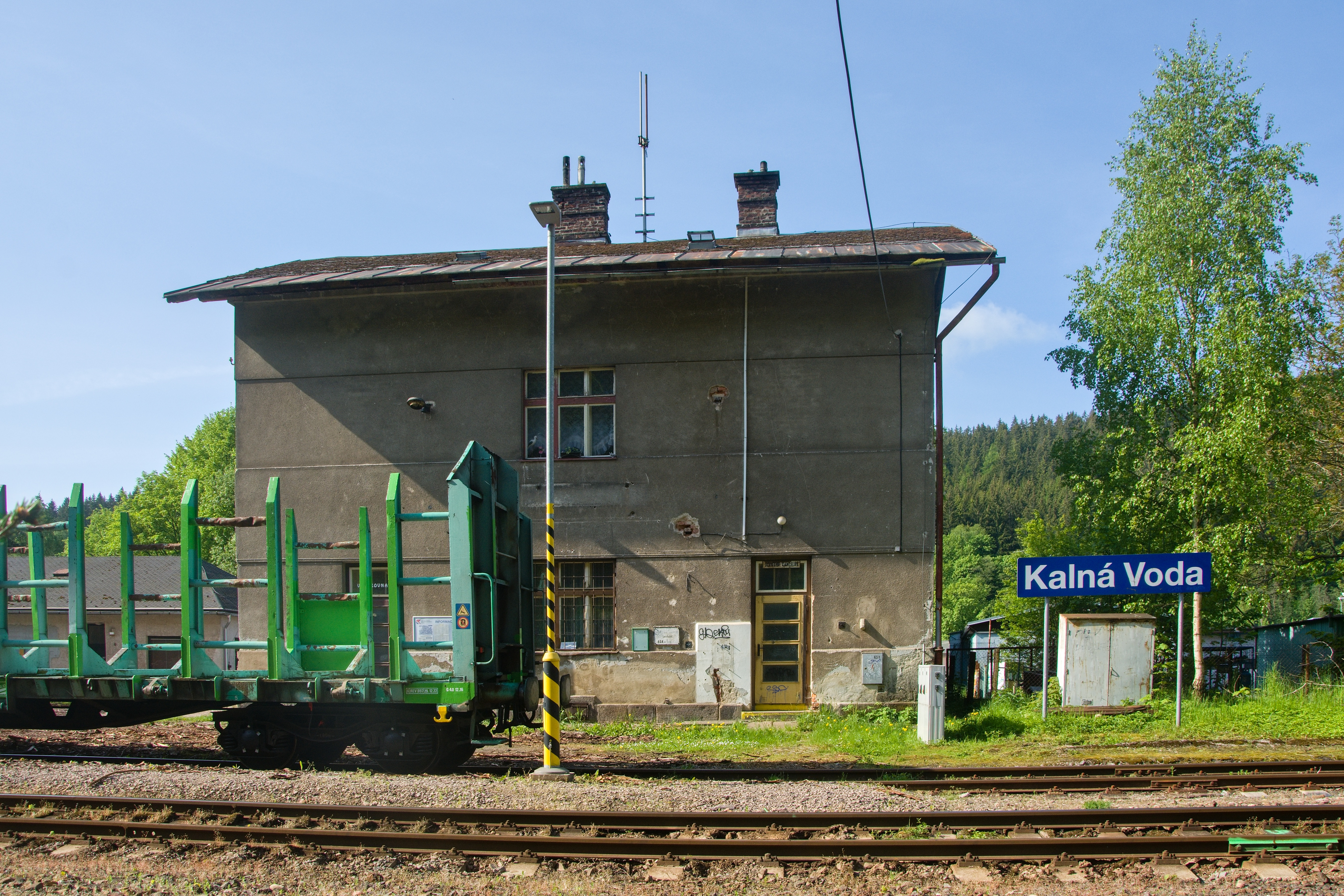
Bahnhof Kalná Voda (2023)

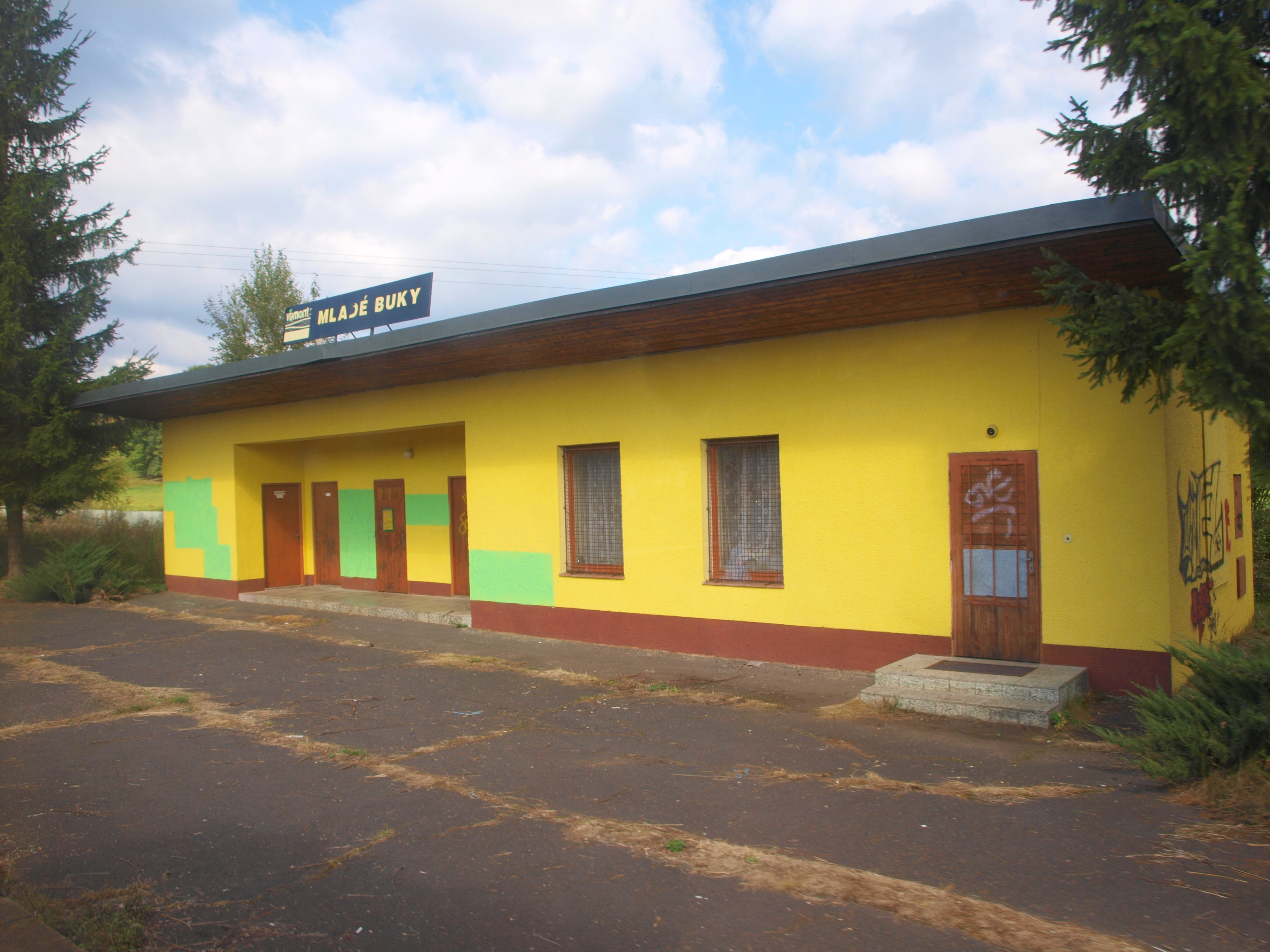
Haltestelle Mladé Buky (2009)

Die Strecke verlässt den Bahnhof Trutnov hlavní nadraží in nordwestlicher Richtung und verläuft auf ihrer gesamten Länge ohne nennenswerte Kunstbauten im Talgrund der Úpa (Aupa). 

### Betriebsstellen
Trutnov hlavní nadraží (1919: Trutnov/Trautenau; 1939: Trautenau)
In Trutnov hlavní nadraží (Trutnov Hbf) besteht Anschluss an die Züge nach Chlumec nad Cidlinou, Jaroměř und Žacléř.
Trutnov-Zelená Louka
Die Haltestelle Trutnov-Zelená Louka wurde erst in den 1990er Jahren für die Bewohner des dortigen Neubaugebietes eingerichtet.
Trutnov-Staré město (1919: Staré Město Horní/Ober Altstadt; 1939: Ober Altstadt)
Die Haltestelle Trutnov-Staré město befindet sich im Trutnover Ortsteil Horní Staré Město (Ober Altstadt).
Kalná Voda (1919: Kalná Voda/Trübenwasser; 1939: Trübenwasser)
Der Bahnhof Kalná Voda ist der einzige Bahnhof der Strecke, der noch im Güterverkehr bedient wird. Die Ladestraße des Bahnhofes ist an einen Kohle- und Schrotthandel vermietet.
Mladé Buky (1919: Buky Mladé/Jungbuch; 1939: Jungbuch)
Die Haltestelle Mladé Buky besteht set der Eröffnung der Strecke.
Svoboda nad Úpou (1919: Vrajt-Janské Lázně/Freiheit-Johannisbad; 1939: Freiheit-Johannisbad)
Der Bahnhof Svoboda nad Úpou ist der Endpunkt der Strecke. Direkt am Bahnhof befindet sich eine ÖPNV-Schnittstelle zum Überlandbusverkehr nach den Orten im Riesengebirge. Ein früher vorhandenes Industriegleis zu den Fabriken in Horní Maršov besteht nicht mehr.

## Fahrzeugeinsatz

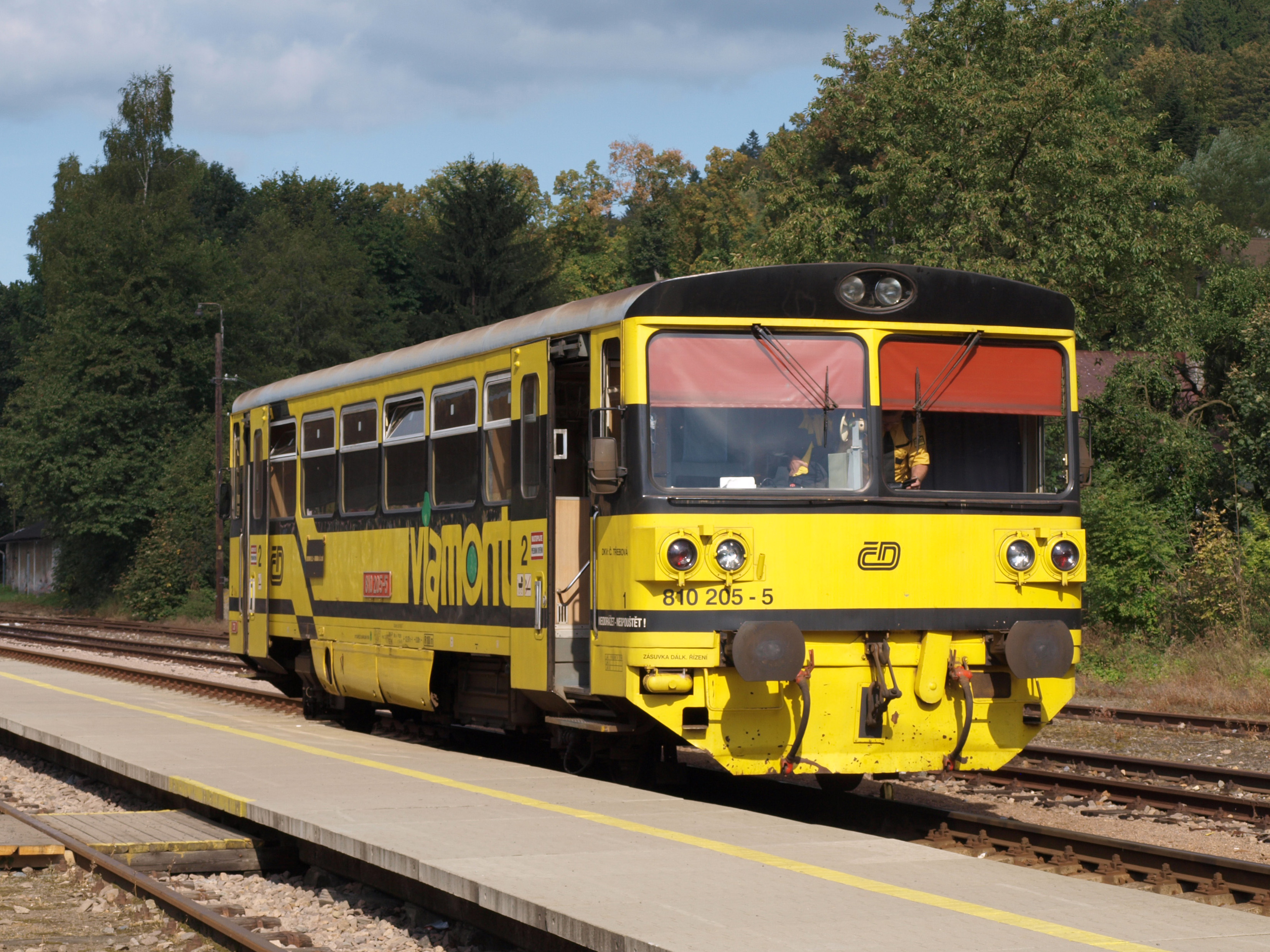
Triebwagen der Baureihe 810 von Viamont Regio (Svoboda nad Úpou; 2009)

Der Zugverkehr von GW Train Regio wurde ausschließlich mit den bewährten zweiachsigen Triebwagen der ČD-Baureihe 810 abgewickelt. Die České dráhy setzen für die Eilzüge die ČD-Baureihe 843 und die ČD-Baureihe 854 ein. 